# Landing Craft Mechanized
Le Landing Craft Mechanized (LCM) ou Landing Craft Mechanical est un engin de débarquement conçu pour transporter des véhicules. Ces matériels prirent de l'importance durant la seconde guerre mondiale où ils furent utilisés pour débarquer les troupes et les chars lors des assauts amphibies alliés.

## Variantes
Contrairement aux LCVP  et aux ou Landing Craft Assault, il n'y eut pas de conception unique pour les LCM et plusieurs modèles furent construits par le Royaume-Uni les États-Unis et différents fabricants.

### LCM type 1
Le LCM type 1 est un modèle précurseur britannique qui pouvait être suspendu aux bossoirs d'un paquebot ou à la bôme d'un cargo avec comme conséquence une limitation à 16 tonnes. Il fut conçu et testé en 1920 et utilisé en exercice à partir de 1924.
Le LCM type I, construit à environ 600 unités, a été utilisé lors du débarquement allié en Norvège, et celui de Dieppe. Bien que remplacé par le type de LCM 3, beaucoup LCM de type 1 étaient présents au débarquement de Normandie en 1944.
Caractéristiques
- Déplacement : 35 tonnes
- Longueur : 13,6 m
- Largeur : 4,27 m
- Tirant d'eau : 1,22 m
- Motorisation : deux moteurs essence Chrysler de 100 ch
- Vitesse : 7 nœuds
- Equipage : 6 hommes
- Armement : deux fusil-mitrailleur Lewis calibre 7,7 mm (0,303)
- Capacité :
  - 100 hommes[2]
  - 24 720 kg avec 23 cm de franc-bord [3]

### LCM type 2
Ce modèle, fabriqué à environ 150 exemplaires, avait les caractéristiques suivantes :
- Déplacement : 29 tonnes
- Longueur : 14 m
- Largeur : 4,3 m
- Tirant d'eau: 4,0 m
- Vitesse : 16 km/h
- Armement : deux mitrailleuses Browning M2 calibre .50 (12,7 mm)
- Équipage : 4 hommes
- Capacité : 100 hommes de troupe ou une citerne 13,5 tonnes soit 15 tonnes de fret.

### LCM type 3
Il existe deux versions du type 3 :
- le Bureau capable de transporter 54 tonnes de matériel
- le Higgins, du nom du fabricant des LCVP, très semblable à ce dernier, avec à l'avant une large zone de chargement de 3 m et une petite timonerie blindée (épaisseur 6,4 mm) située sur le tablier arrière au-dessus de la motorisation, il est capable de transporter soit un char de 30 tonnes - du type Sherman M4 - soit 60 hommes de troupe soit encore 27 tonnes de fret.
Un LCM Higgins est exposé au musée maritime Cove Battleship à Fall Riverdans au Massachusetts[4].

### LCM type 4
Modèle britannique. Extérieurement semblable à la LCM type 1, mais avec des modifications de ballast intérieur.

### LCM type 5
Modèle britannique.

### LCM type 6
Il s'agit du type 3 rallongé de 1,8 m en son centre. Ses caractéristiques principales sont :
- Déplacement : 65 tonnes à pleine charge
- Longueur : 17,1 m
- Largeur : 4,3 m
- Motorisation : 2 arbres entraînés soit par 2 moteurs Diesel Detroit 6-71 de 348 ch (260 kW), soit par 2 moteurs diesel Detroit 8V-71 de 460 ch (340 kW).
- Vitesse : 17 km/h
- Autonomie : 240 km à 17 km/h
- Cargaison militaire : 35 tonnes ou 80 soldats
- Équipage : 5 hommes

### LCM type 7
Modèle britannique.

### LCM type 8
Le LCM-8 ("Mike Boat") est un bateau de rivière qui fut utilisé par la marine et l'armée de terre américaine pendant la guerre du Vietnam et les opérations ultérieures. Ils sont actuellement utilisés par les gouvernements et les organisations privées à travers le monde.
Caractéristiques générales :
- Motorisation : 2 moteurs diesel Detroit 12V-71 de 680 ch (510 kW) pour 2 arbres d'hélice
- Longueur : 22,5 m
- Largeur : 6,4 m
- Déplacement : 106,7 tonnes à pleine charge
- Vitesse : 22 km/h à vide, 17 km/h chargé
- Autonomie : 350 km à 17 km/h en pleine charge
- Capacité: 54,4 tonnes
- Cargaison militaire : un char M48 ou M60 ou 200 soldats
- Équipage: 4 ou 6 hommes
- Armement: 2 mitrailleuses de 12,7 mm